# Othon Ier de Brandebourg
Pour les articles homonymes, voir Otton Ier.
Otton Ier, né vers 1128 et mort le 7 mars 1184, est un prince de la maison d'Ascanie. Fils aîné d'Albert l'Ours et de son épouse Sophie de Winzenbourg, il est le second margrave de Brandebourg de 1170 à sa mort. Sous sa régence, la colonisation germanique se poursuit activement. Otton est également connu comme étant le fondateur de l'abbaye de Lehnin.

## Biographie
Au moment de la naissance d'Otton, son père Albert, comte de Ballenstedt en Saxe, est investi de la marche de Lusace par le roi Lothaire de Supplinbourg. En 1134, l'empereur Lothaire lui confie la marche du Nord s'étendant de l'Altmark aux territoires à l’est de l’Elbe qui sont en grande partie sous la domination des peuples slaves (« Wendes »). Plus tard, toutefois, cette cession lui permet de prendre la forteresse de Brandebourg-sur-la-Havel et de créer la marche de Brandebourg en 1157.

L'aigle rouge, le blason de Brandebourg depuis le règne d'Otton Ier.

Otton, même s'il ne reçoit officiellement le titre de margrave (marchio) qu'à la mort de son père en 1170, est mentionné comme tel déjà dans quelques documents à partir de 1144. Son mariage avec Judith, la sœur du duc Boleslas IV de Pologne, en 1148, permet de renforcer les relations avec les souverains Piast à l'est. Le père et le fils gouvernent sur les territoires brandebourgeois des Ascaniens pendant plusieurs décennies, prenant ensemble les décisions et participant ensemble à des réunions. Les deux sont d'ailleurs souvent accompagnés et soutenus par les frères cadets d'Otton, dont Bernard et en particulier par le comte Herman d'Orlamünde.
À la mort d'Albert l'Ours, le 18 novembre 1170, Otton succède à son père qui vécut jusqu'à l'âge, alors très avancé, de 70 ans. Il ne lui survit que 14 ans. En tant que margrave, il participe peu à la politique du Saint-Empire et il montre peu d'intérêt pour le conflit entre l'empereur Frédéric Barberousse et le duc Henri le Lion, avec lequel il mène en 1177 une campagne contre le duc Casimir Ier de Poméranie.
Le margraviat de Brandebourg est alors essentiellement situé dans l'Altmark sur la rive gauche de l'Elbe et sur les terres limitrophes au-delà du fleuve s'étendant jusqu'à la rivière Havel. Il s'élargit de nombreuses autres régions au cours des 150 années suivantes, sous le régime de la maison d'Ascanie, mais pour l'heure, le principal objectif d'Otton est de stabiliser et sécuriser le margraviat en intensifiant la colonisation dans les régions qu'il contrôle.
Après la chute de Henri le Lion en 1180, le frère d'Otton, Bernard est nommé duc de Saxe, ce qui renforce une fois de plus la position des Ascaniens au sein du Saint-Empire. Peu après les troupes du margrave Otton envahiraient à nouveau le duché de Poméranie et attaquèrent la forteresse de Demmin où le duc Casimir Ier a trouvé la mort.

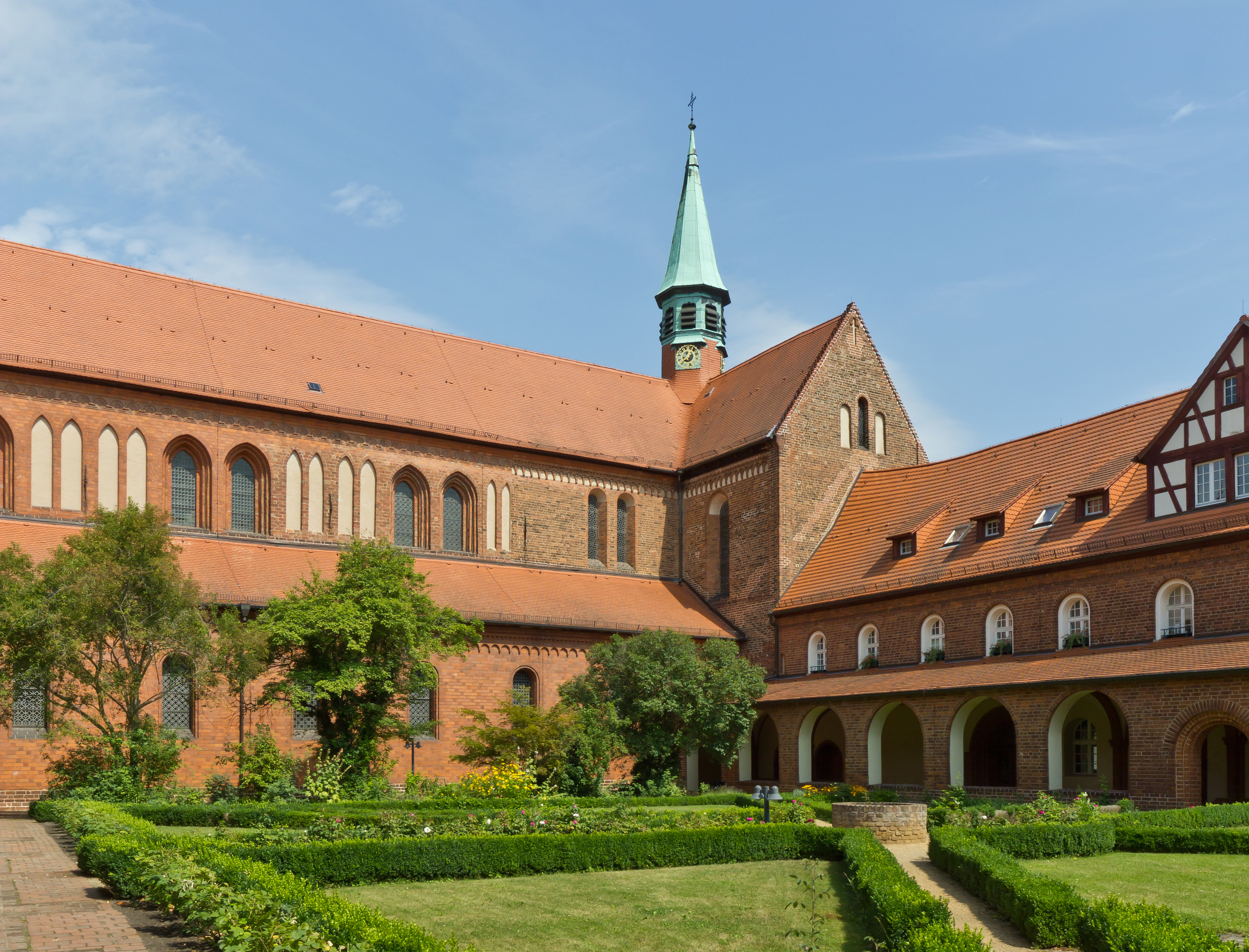
L'abbaye de Lehnin.

En 1180, Otton fonde l'abbaye cistercienne de Lehnin, le premier monastère en Brandebourg, où il est inhumé.

## Union et postérité
Il épouse vers 1148 la princesse Judith († 1174), issue de la maison Piast, une fille de Boleslas III le Bouche-Torse, duc de Pologne, dont il eut :
- Otton II (1149-1205) qui succéda à son père en tant que margrave de Brandebourg ;
- Henri (1150-1192), comte de Gardelegen.

En 1176, Otton Ier se remarie avec Ada, fille du comte Florent III de Hollande, dont il eut :
- Albert II († 1220), margrave de Brandebourg à partir de 1205.